# Liste des prénoms islandais masculins
L'Islande utilise un système de noms et prénoms spécifique. En particulier, l'usage des prénoms est réglementé et un prénom qui n'est pas encore en usage en Islande est sujet à une demande d'approbation préalable par le Comité islandais des noms (Mannanafnanefnd),,,. Le critère d'acceptation est la facilité d'intégration dans la langue islandaise ; il doit contenir uniquement des lettres de l'alphabet islandais, pouvoir être grammaticalement décliné, ne pas être embarrassant pour l'enfant et indiquer clairement son sexe.
La liste suivante recense 1 628 prénoms masculins officiellement autorisés.

## Liste

### A
- Aage
- Abel
- Abraham
- Aðlis
- Adam
- Addi
- Adel
- Adíel
- Adolf
- Adólf
- Adrían
- Adríel
- Aðalberg
- Aðalbergur
- Aðalbert
- Aðalbjörn
- Aðalborgar
- Aðalgeir
- Aðalmundur
- Aðalráður
- Aðalsteinn
- Aðils
- Agnar
- Agni
- Albert
- Aldar
- Alex
- Alexander
- Alexíus
- Alfons
- Alfred
- Alfreð
- Ali
- Allan
- Almar
- Alrekur
- Alvar
- Alvin
- Amos
- Anders
- Andreas
- Andrés
- Andri
- Anes
- Angantýr
- Angi
- Annar
- Annel
- Annes
- Anthony
- Anton (en)
- Antoníus
- Arent
- Ares
- Ari
- Arilíus
- Arinbjörn
- Aríel
- Aríus
- Arnald
- Arnaldur
- Arnar
- Arnberg
- Arnbergur
- Arnbjörn
- Arndór
- Arnes
- Arnfinnur
- Arnfreyr
- Arngeir
- Arngils
- Arngrímur
- Arnkell
- Arnlaugur
- Arnleifur
- Arnljótur
- Arnmóður
- Arnmundur
- Arnoddur
- Arnold
- Arnór
- Arnsteinn
- Arnúlfur
- Arnviður
- Arnþór
- Aron
- Arthur
- Arthúr
- Artúr
- Askja
- Askur
- Aspar
- Atlas
- Atli
- Auðbergur
- Auðbert
- Auðbjörn
- Auðgeir
- Auðkell
- Auðmundur
- Auðólfur
- Auðun
- Auðunn
- Austar
- Austmann
- Austmar
- Austri
- Axel
- Ágúst
- Áki
- Álfgeir
- Álfgrímur
- Álfur
- Álfþór
- Ámundi
- Árbjartur
- Árbjörn
- Árelíus
- Árgeir
- Árgils
- Ármann
- Árni
- Ársæll
- Ás
- Ásberg
- Ásbergur
- Ásbjörn
- Ásgautur
- Ásgeir
- Ásgils
- Ásgrímur
- Ási
- Áskell
- Áslaugur
- Áslákur
- Ásmar
- Ásmundur
- Ásólfur
- Ásröður
- Ástbjörn
- Ástgeir
- Ástmar
- Ástmundur
- Ástráður
- Ástríkur
- Ástvaldur
- Ástvar
- Ástvin
- Ástþór
- Ásvaldur
- Ásvarður
- Ásþór

### B
- Baldur
- Baldvin
- Baldwin
- Baltasar
- Bambi (is)
- Barði
- Barri
- Baugur
- Bárður
- Beinir
- Beinteinn
- Beitir
- Bekan
- Benedikt
- Benjamín
- Benoný
- Benóní
- Benóný
- Bent
- Berent
- Berg
- Bergfinnur
- Berghreinn
- Bergmann
- Bergmar
- Bergmundur
- Bergsteinn
- Bergsveinn
- Bergur
- Bergvin
- Bergþór
- Bernhard
- Bernharð
- Bernharður
- Bernódus
- Bersi
- Bertel
- Bessi
- Betúel
- Birgir
- Birkir
- Birnir
- Bjargar
- Bjargmundur
- Bjargþór
- Bjarkar
- Bjarki
- Bjarmar
- Bjarmi
- Bjarnar
- Bjarnfinnur
- Bjarnfreður
- Bjarnharður
- Bjarnhéðinn
- Bjarni
- Bjarnlaugur
- Bjarnleifur
- Bjarnólfur
- Bjarnsteinn
- Bjarnþór
- Bjartmann
- Bjartmar
- Bjartur
- Bjartþór
- Bjólan
- Bjólfur
- Björgmundur
- Björgólfur
- Björgúlfur
- Björgvin
- Björn
- Björnólfur
- Blængur
- Blær
- Blævar
- Boði
- Bogi
- Bolli
- Borgar
- Borgþór
- Bóas
- Bótólfur
- Bragi
- Brandur
- Breki
- Bresi
- Brestir
- Brimar
- Brimi
- Brimir
- Brjánn
- Broddi
- Bruno
- Bryngeir
- Brynjar
- Brynjólfur
- Brynjúlfur
- Brynleifur
- Brynsteinn
- Bryntýr
- Brynþór
- Burkni
- Búi
- Bæring
- Bæringur
- Bæron
- Böðvar
- Börkur

### C
- Carl
- Cecil
- Christian
- Christopher
- Cýrus

### D
- Daði
- Dagbjartur
- Dagfari
- Dagfinnur
- Daggeir
- Dagmann
- Dagnýr
- Dagur
- Dagþór
- Dalbert
- Dalmann
- Dalmar
- Dalvin
- Damjan
- Dan
- Danelíus
- Daniel
- Danival
- Daníel
- Daníval
- Daríus
- Darri
- Davíð
- Demus
- Diðrik
- Díómedes
- Dofri
- Dómald
- Dómaldi
- Dómaldur
- Dónald
- Dónaldur
- Dór
- Dóri
- Dósóþeus
- Draupnir
- Drengur
- Dufgus
- Dufþakur
- Dugfús
- Dúi
- Dvalinn
- Dýri
- Dýrmundur

### E
- Ebeneser
- Ebenezer
- Edgar
- Edílon
- Edvard
- Edvin
- Edward
- Eðvald
- Eðvar
- Eðvarð
- Efraím
- Eggert
- Eggþór
- Egill
- Eiður
- Eilífur
- Einar
- Einir
- Einvarður
- Einþór
- Eiríkur
- Elberg
- Elbert
- Eldar
- Eldgrímur
- Eldjárn
- Eldór
- Eldur
- Elentínus
- Elfar
- Elfráður
- Elimar
- Elinór
- Elis
- Elí
- Elías
- Elíeser
- Elímar
- Elínbergur
- Elínmundur
- Elínór
- Elís
- Ellert
- Elli
- Elliði
- Elmar
- Elvar
- Emanúel
- Embrek
- Emil
- Engilbert
- Engilbjartur
- Engiljón
- Engill
- Enok
- Eric
- Erik
- Erlar
- Erlendur
- Erling
- Erlingur
- Ernestó
- Ernir
- Ernst
- Eron
- Erpur
- Esekíel
- Esjar
- Esra
- Estefan
- Evert
- Eyberg
- Eyjólfur
- Eylaugur
- Eyleifur
- Eymar
- Eymundur
- Eyríkur
- Eysteinn
- Eyvar
- Eyvindur
- Eyþór

### F
- Fabrisíus
- Falgeir
- Falur
- Fannar
- Fannberg
- Fanngeir
- Fáfnir
- Felix
- Fengur
- Fenrir
- Ferdinand
- Ferdínand
- Feykir
- Filip
- Filippus
- Finn
- Finnbjörn
- Finnbogi
- Finngeir
- Finnjón
- Finnlaugur
- Finnur
- Finnvarður
- Fífill
- Fjalar
- Fjólar
- Fjólmundur
- Fjölnir
- Fjölvar
- Fjörnir
- Flemming
- Flosi
- Flóki
- Flórent
- Flóvent
- Forni
- Fólki
- Francis
- Frank
- Franklín
- Frans
- Franz
- Fránn
- Frár
- Freybjörn
- Freygarður
- Freymar
- Freymóður
- Freymundur
- Freyr
- Freysteinn
- Freyviður
- Freyþór
- Friðberg
- Friðbergur
- Friðbert
- Friðbjörn
- Friðfinnur
- Friðgeir
- Friðjón
- Friðlaugur
- Friðleifur
- Friðmann
- Friðmar
- Friðmundur
- Friðrik
- Friðsteinn
- Friður
- Friðvin
- Friðþjófur
- Friðþór
- Fritz
- Frímann
- Frosti
- Fróði
- Fróðmar
- Funi
- Fúsi
- Fylkir

### G
- Gabríel
- Galdur
- Gamalíel
- Garðar
- Garibaldi
- Garpur
- Garri
- Gaui
- Gaukur
- Gauti
- Gautrekur
- Gautur
- Gautviður
- Geir
- Geirarður
- Geirfinnur
- Geirharður
- Geirhvatur
- Geirlaugur
- Geirleifur
- Geirmundur
- Geirólfur
- Geirröður
- Geirtryggur
- Geirvaldur
- Geirþjófur
- Geisli
- Gellir
- Georg
- Gerald
- Gerðar
- Geri
- Gestur
- Gilbert
- Gilmar
- Gils
- Gissur
- Gizur
- Gídeon
- Gígjar
- Gísli
- Gjúki
- Glói
- Glúmur
- Gneisti
- Gnúpur
- Gnýr
- Goði
- Goðmundur
- Gottskálk
- Gottsveinn
- Grani
- Grankell
- Gregor
- Greipur
- Gretar
- Grettir
- Grímar
- Grímkell
- Grímlaugur
- Grímnir
- Grímólfur
- Grímur
- Grímúlfur
- Guðberg
- Guðbergur
- Guðbjarni
- Guðbjartur
- Guðbjörn
- Guðbrandur
- Guðfinnur
- Guðfreður
- Guðgeir
- Guðjón
- Guðlaugur
- Guðleifur
- Guðleikur
- Guðmann
- Guðmar
- Guðmon
- Guðmundur
- Guðni
- Guðráður
- Guðröður
- Guðstein
- Guðsteinn
- Guðvarður
- Guðveigur
- Guðvin
- Guðþór
- Gumi
- Gunnar
- Gunnberg
- Gunnbjörn
- Gunndór
- Gunngeir
- Gunnhallur
- Gunnlaugur
- Gunnleifur
- Gunnólfur
- Gunnóli
- Gunnröður
- Gunnsteinn
- Gunnvaldur
- Gunnþór
- Gustav
- Gutti
- Guttormur
- Gústaf
- Gústav
- Gylfi
- Gyrðir
- Gýgjar
- Gýmir

### H
- Haddur
- Hafberg
- Hafgrímur
- Hafliði
- Hafnar
- Hafni
- Hafsteinn
- Hafþór
- Hagalín
- Hagbarður
- Hagbert
- Haki
- Hallberg
- Hallbjörn
- Halldór
- Hallfreður
- Hallgarður
- Hallgeir
- Hallgils
- Hallgrímur
- Hallkell
- Hallmann
- Hallmar
- Hallmundur
- Hallsteinn
- Hallur
- Hallvarður
- Hallþór
- Hamar
- Hannes (de)
- Hannibal
- Hans
- Harald
- Haraldur
- Harri
- Harry
- Harrý
- Hartmann
- Hartvig
- Hauksteinn
- Haukur
- Haukvaldur
- Hákon
- Háleygur
- Hálfdan
- Hálfdán
- Hámundur
- Hárekur
- Hárlaugur
- Hásteinn
- Hávar
- Hávarður
- Heiðar
- Heiðberg
- Heiðbert
- Heiðlindur
- Heiðmann
- Heiðmar
- Heiðmundur
- Heiðrekur
- Heikir
- Heilmóður
- Heimir
- Heinrekur
- Hektor
- Helgi
- Helmút
- Hemmert
- Hendrik
- Henning
- Henrik
- Henry
- Henrý
- Herbert
- Herbjörn
- Herfinnur
- Hergeir
- Hergill
- Hergils
- Herjólfur
- Herlaugur
- Herleifur
- Herluf
- Hermann
- Hermóður
- Hermundur
- Hersir
- Hersteinn
- Hersveinn
- Hervar
- Hervarður
- Hervin
- Héðinn
- Hilaríus
- Hilbert
- Hildar
- Hildibergur
- Hildibrandur
- Hildigeir
- Hildiglúmur
- Hildimar
- Hildimundur
- Hildingur
- Hildir
- Hildiþór
- Hilmar
- Hilmir
- Himri
- Hinrik
- Híram
- Hjallkár
- Hjalti
- Hjarnar
- Hjálmar
- Hjálmgeir
- Hjálmtýr
- Hjálmur
- Hjálmþór
- Hjörleifur
- Hjörtur
- Hjörtþór
- Hjörvar
- Hleiðar
- Hlégestur
- Hlér
- Hlini
- Hlíðar
- Hlíðberg
- Hlífar
- Hljómur
- Hlynur
- Hlöðmundur
- Hlöður
- Hlöðvarður
- Hlöðver
- Hnefill
- Hnikar
- Holgeir
- Holti
- Hólm
- Hólmar
- Hólmbert
- Hólmfastur
- Hólmgeir
- Hólmgrímur
- Hólmkell
- Hólmsteinn
- Hólmþór
- Hóseas
- Hrafn
- Hrafnar
- Hrafnbergur
- Hrafnkell
- Hrannar
- Hrappur
- Hrafntýr
- Hraunar
- Hreggviður
- Hreiðar
- Hreiðmar
- Hreimur
- Hreinn
- Hringur
- Hrímnir
- Hrollaugur
- Hrolleifur
- Hróaldur
- Hróar
- Hróbjartur
- Hróðgeir
- Hróðmar
- Hróðólfur
- Hróðvar
- Hrói
- Hrólfur
- Hrómundur
- Hrútur
- Hrærekur
- Hugberg
- Hugi
- Huginn
- Hugleikur
- Hugo
- Huldar
- Húbert
- Húgó
- Húmi
- Húnbogi
- Húni
- Húnn
- Húnröður
- Hyltir
- Hængur
- Hænir
- Höður
- Högni
- Hörður
- Höskuldur

### I
- Illugi
- Immanúel
- Indriði
- Ingberg
- Ingi
- Ingiberg
- Ingibergur
- Ingibert
- Ingibjartur
- Ingibjörn
- Ingileifur
- Ingimagn
- Ingimar
- Ingimundur
- Ingivaldur
- Ingiþór
- Ingjaldur
- Ingmar
- Ingólfur
- Ingvaldur
- Ingvar
- Ingvi
- Ingþór
- Ían
- Ími
- Ísak
- Ísar
- Ísgeir
- Ísidór
- Ísleifur
- Ísmael
- Ísólfur
- Ívan
- Ívar

### J
- Jack
- Jafet
- Jaki
- Jakob
- Jakop
- Jan
- Janus
- Jarl
- Jason
- Játgeir
- Játmundur
- Játvarður
- Jenni
- Jens
- Jeremías
- Jes
- Jesper
- Jochum
- Johan
- John
- Joshua
- Jóakim
- Jóann
- Jóel
- Jóhann
- Jóhannes
- Jói
- Jómar
- Jómundur
- Jón
- Jónar
- Jónas
- Jónatan
- Jónbjörn
- Jóndór
- Jóngeir
- Jónmundur
- Jónsteinn
- Jónþór
- Jósafat
- Jósavin
- Jósef
- Jósep
- Jósteinn
- Jósúa
- Jóvin
- Júlí
- Júlían
- Júlíus
- Júníus
- Júrek
- Jökull
- Jörfi
- Jörgen
- Jörmundur
- Jörundur
- Jörvar
- Jörvi

### K
- Kaj
- Kakali
- Kaldi
- Kaleb
- Kalman
- Kalmann
- Kalmar
- Kaprasíus
- Karel
- Karkur
- Karl
- Karles
- Karli
- Karvel
- Kasper
- Katarínus
- Kató
- Kár
- Kári
- Ketilbjörn
- Ketill
- Kiljan
- Kjalar
- Kjallakur
- Kjaran
- Kjartan
- Klemens
- Klemenz
- Klængur
- Knútur
- Knörr
- Koðrán
- Kolbeinn
- Kolbjörn
- Kolfinnur
- Kolgrímur
- Kolmar
- Kolskeggur
- Kolur
- Kolviður
- Konráð
- Konstantínus
- Kormákur
- Kornelíus
- Kort
- Kópur
- Kristall
- Kristberg
- Kristbergur
- Kristbjörn
- Kristdór
- Kristens
- Krister
- Kristfinnur
- Kristgeir
- Kristian
- Kristinn
- Kristján
- Kristjón
- Kristlaugur
- Kristleifur
- Kristmann
- Kristmar
- Kristmundur
- Kristófer
- Kristvaldur
- Kristvarður
- Kristvin
- Kristþór
- Krummi
- Kveldúlfur

### L
- Lambert
- Lars
- Laufar
- Lauritz
- Lár
- Lárentíus
- Lárus
- Leiðólfur
- Leifur
- Leiknir
- Leon
- Leonard
- Leonardo
- Leonhard
- Leó
- Leópold
- Leví
- Liljar
- Lindar
- Lindberg
- Línberg
- Líni
- Ljósálfur
- Ljótur
- Ljúfur
- Loðmundur
- Loftur
- Logi
- Loki
- Lórens
- Lórenz
- Ludvig
- Lúðvíg
- Lúðvík
- Lúkas
- Lúsifer
- Lúter
- Lúther
- Lýður
- Lýtingur

### M
- Maggi
- Magngeir
- Magni
- Magnús
- Magnþór
- Makan
- Manfred
- Manfreð
- Manúel
- Mar
- Marbjörn
- Marel
- Margeir
- Margrímur
- Mari
- Marijón
- Marinó
- Marías
- Marís
- Maríus
- Marjón
- Markús
- Markþór
- Maron
- Marri
- Mars
- Marsellíus
- Marteinn
- Marten
- Marthen
- Martin
- Marvin
- Matador
- Mathías
- Matthías
- Matti
- Mattías
- Max
- Máni
- Már
- Márus
- Mekkinó
- Melkólmur
- Mensalder
- Merlin
- Methúsalem
- Metúsalem
- Meyvant
- Michael
- Mikael
- Mikjáll
- Mías
- Mímir
- Mír
- Mjölnir
- Moritz
- Mórits
- Móses
- Muggur
- Muni
- Muninn
- Múli
- Myrkvi
- Mýrkjartan
- Mörður

### N
- Narfi
- Natan
- Natanael
- Nataníel
- Neisti
- Neptúnus
- Nikolai
- Nikolas
- Nikulás
- Nils
- Níels
- Níls
- Njáll
- Njörður
- Nonni
- Norbert
- Norðmann
- Normann
- Nóel
- Nói
- Nóni
- Nóvember
- Númi
- Nökkvi

### O
- Oddbergur
- Oddbjörn
- Oddfreyr
- Oddgeir
- Oddi
- Oddkell
- Oddleifur
- Oddmar
- Oddsteinn
- Oddur
- Oddvar
- Oddþór
- Oktavíus
- Októ
- Októvíus
- Olaf
- Olgeir
- Oliver
- Olivert
- Orfeus
- Ormar
- Ormur
- Orri
- Orvar
- Otkell
- Otri
- Otti
- Ottó
- Otur
- Óðinn
- Ófeigur
- Ólafur
- Óli
- Óliver
- Ólíver
- Ómar
- Ómi
- Óskar
- Ósvald
- Ósvaldur
- Ósvífur
- Óttar
- Óttarr

### P
- Parmes
- Patrekur
- Patrick
- Patrik
- Páll
- Pálmar
- Pálmi
- Per
- Peter
- Pétur
- Pjetur
- Príor

### R
- Rafael
- Rafn
- Rafnar
- Rafnkell
- Ragnar
- Ragúel
- Randver
- Rannver
- Rasmus
- Ráðgeir
- Ráðvarður
- Reginbaldur
- Reginn
- Reidar
- Reifnir
- Reimar
- Reinar
- Reinhart
- Reynald
- Reynar
- Reynir
- Reyr
- Richard
- Rikharð
- Ríkarður
- Ríkharð
- Ríkharður
- Ríó
- Rolf
- Róbert
- Rólant
- Rómeó
- Rósant
- Rósar
- Rósberg
- Rósenberg
- Rósi
- Rósinberg
- Rósinkar
- Rósinkrans
- Rósmann
- Rósmundur
- Rudolf
- Runólfur
- Rúben
- Rúdólf
- Rúnar
- Rúrik
- Rútur
- Röðull
- Rögnvaldur
- Rögnvar
- Rökkvi

### S
- Safír
- Sakarías
- Salmann
- Salmar
- Salómon
- Salvar
- Samson
- Samúel
- Sandel
- Sandri
- Sandur
- Saxi
- Sebastian
- Sebastían
- Seifur
- Seimur
- Sesar
- Sesil
- Sigbergur
- Sigbert
- Sigbjartur
- Sigbjörn
- Sigdór
- Sigfastur
- Sigfinnur
- Sigfreður
- Sigfús
- Siggeir
- Sighvatur
- Sigjón
- Siglaugur
- Sigmann
- Sigmar
- Sigmundur
- Signar
- Sigríkur
- Sigsteinn
- Sigtryggur
- Sigtýr
- Sigur
- Sigurbaldur
- Sigurberg
- Sigurbergur
- Sigurbjarni
- Sigurbjartur
- Sigurbjörn
- Sigurbrandur
- Sigurdór
- Sigurður
- Sigurfinnur
- Sigurgeir
- Sigurgestur
- Sigurgísli
- Sigurgrímur
- Sigurhans
- Sigurhjörtur
- Sigurjón
- Sigurkarl
- Sigurlaugur
- Sigurlás
- Sigurleifur
- Sigurliði
- Sigurlinni
- Sigurmann
- Sigurmar
- Sigurmon
- Sigurmundur
- Sigurnýas
- Sigurnýjas
- Siguroddur
- Siguróli
- Sigurpáll
- Sigursteinn
- Sigursveinn
- Sigurvaldi
- Sigurvin
- Sigurþór
- Sigvaldi
- Sigvarður
- Sigþór
- Sindri
- Símon
- Sírnir
- Sírus
- Sívar
- Sjafnar
- Skafti
- Skapti
- Skarphéðinn
- Skefill
- Skeggi
- Skíði
- Skírnir
- Skjöldur
- Skorri
- Skuggi
- Skúli
- Skúta
- Skæringur
- Smári
- Smiður
- Smyrill
- Snjólaugur
- Snjólfur
- Snorri
- Snæbjörn
- Snæhólm
- Snælaugur
- Snær
- Snæringur
- Snævar
- Snævarr
- Snæþór
- Soffanías
- Sophanías
- Sophus
- Sófónías
- Sófus
- Sólberg
- Sólbergur
- Sólbjartur
- Sólbjörn
- Sólimann
- Sólmar
- Sólmundur
- Sólon
- Sólver
- Sólvin
- Spartakus
- Stanley
- Stapi
- Starkaður
- Starri
- Stefan
- Stefán
- Stefnir
- Steinar
- Steinarr
- Steinberg
- Steinbergur
- Steinbjörn
- Steindór
- Steinfinnur
- Steingrímur
- Steini
- Steinkell
- Steinmann
- Steinmar
- Steinmóður
- Steinn
- Steinólfur
- Steinröður
- Steinvarður
- Steinþór
- Stirnir
- Stígur
- Stormur
- Stórólfur
- Sturla
- Sturlaugur
- Styr
- Styrbjörn
- Styrkár
- Styrmir
- Sumarliði
- Svafar
- Svali
- Svan
- Svanberg
- Svanbergur
- Svanbjörn
- Svangeir
- Svanhólm
- Svanlaugur
- Svanmundur
- Svanur
- Svanþór
- Svavar
- Sváfnir
- Sveinberg
- Sveinbjörn
- Sveinjón
- Sveinlaugur
- Sveinmar
- Sveinn
- Sveinungi
- Sveinþór
- Sverrir
- Svölnir
- Svörfuður
- Sýrus
- Sæberg
- Sæbergur
- Sæbjörn
- Sælaugur
- Sæmann
- Sæmundur
- Sær
- Sævald
- Sævaldur
- Sævar
- Sævin
- Sæþór
- Sölmundur
- Sölvar
- Sölvi
- Sören
- Sörli

### T
- Tandri
- Tarfur
- Teitur
- Theodór
- Theódór
- Thomas
- Thor
- Thorberg
- Tindar
- Tindri
- Tindur
- Tinni
- Tímon
- Tímoteus
- Tímóteus
- Tístran
- Tjörfi
- Tjörvi
- Tobías
- Torfi
- Tóbías
- Tómas
- Tór
- Trausti
- Tristan
- Trostan
- Trúmann
- Tryggvi
- Tumas
- Tumi
- Tyrfingur
- Týr

### U
- Ubbi
- Uggi
- Ulrich
- Uni
- Unnar
- Unnbjörn
- Unndór
- Unnsteinn
- Unnþór
- Urðar
- Úddi
- Úlfar
- Úlfgeir
- Úlfheðinn
- Úlfkell
- Úlfljótur
- Úlfur
- Úlrik
- Úranus

### V
- Vagn
- Valberg
- Valbergur
- Valbjörn
- Valbrandur
- Valdemar
- Valdi
- Valdimar
- Valdór
- Valentín
- Valentínus
- Valgarð
- Valgarður
- Valgeir
- Valíant
- Vallaður
- Valmar
- Valmundur
- Valsteinn
- Valter
- Valtýr
- Valur
- Valves
- Valþór
- Varmar
- Vatnar
- Váli
- Veigar
- Veigur
- Ver
- Vermundur
- Vernharð
- Vernharður
- Vestar
- Vestmar
- Veturliði
- Vébjörn
- Végeir
- Vékell
- Vélaugur
- Vémundur
- Vésteinn
- Victor
- Viðar
- Vigfús
- Viggó
- Vignir
- Vigri
- Vigtýr
- Vigur
- Vikar
- Viktor
- Vilberg
- Vilbergur
- Vilbert
- Vilbjörn
- Vilbogi
- Vilbrandur
- Vilgeir
- Vilhelm
- Vilhjálmur
- Viljar
- Vilji
- Villi
- Vilmar
- Vilmenhart
- Vilmundur
- Virgill
- Víðar
- Víðir
- Vífill
- Víglundur
- Vígmar
- Vígmundur
- Vígsteinn
- Vígþór
- Víkingur
- Vopni
- Vorm
- Vöggur
- Völundur
- Vörður
- Valentínus
- Vogur

### W
- Walter
- Wilhelm
- Willard
- William
- Willum

### Y
- Ylur
- Ymir
- Yngvar
- Yngvi
- Yrkill

### Ý
- Ýmir

### Z
- Zakaría
- Zakarías
- Zophanías
- Zophonías
- Zóphanías
- Zóphonías

### Þ
- Þangbrandur
- Þengill
- Þeyr
- Þiðrandi
- Þiðrik
- Þjálfi
- Þjóðbjörn
- Þjóðgeir
- Þjóðleifur
- Þjóðmar
- Þjóðólfur
- Þjóðrekur
- Þjóðvarður
- Þjóstar
- Þjóstólfur
- Þorberg
- Þorbergur
- Þorbjörn
- Þorbrandur
- Þorfinnur
- Þorgarður
- Þorgautur
- Þorgeir
- Þorgestur
- Þorgils
- Þorgísl
- Þorgnýr
- Þorgrímur
- Þorkell
- Þorlaugur
- Þorlákur
- Þorleifur
- Þorleikur
- Þormar
- Þormóður
- Þormundur
- Þorri
- Þorsteinn
- Þorvaldur
- Þorvar
- Þorvarður
- Þór
- Þórarinn
- Þórbergur
- Þórður
- Þórgnýr
- Þórgrímur
- Þórhaddur
- Þórhalli
- Þórhallur
- Þórir
- Þórlaugur
- Þórleifur
- Þórlindur
- Þórmar
- Þórmundur
- Þóroddur
- Þórormur
- Þórólfur
- Þórsteinn
- Þórörn
- Þrastar
- Þráinn
- Þrándur
- Þrúðmar
- Þrútur
- Þrymur
- Þröstur
- Þyrnir

### Æ
- Ægir
- Æsir
- Ævar
- Ævarr

### Ö
- Ögmundur
- Ögri
- Ölnir
- Ölver
- Ölvir
- Öndólfur
- Önundur
- Örlaugur
- Örlygur
- Örn
- Örnólfur
- Örvar
- Össur

### Sujets proches
- Nom islandais
- Liste des prénoms islandais féminins